# Parco intercomunale delle Colline Carniche
Il parco intercomunale delle colline carniche è un'area naturale protetta della bassa Carnia (provincia di Udine) compresa all'interno dei territori collinari di Villa Santina, Enemonzo, Lauco e Raveo. È caratterizzata da un territorio prevalentemente collinare che circonda il letto del fiume Tagliamento nell'Alta Val Tagliamento, tra i rilievi montuosi delle Prealpi Carniche a sud e le Alpi Tolmezzine occidentali a nord, a partire da Tolmezzo a est fino al Canale di Gorto a ovest. È attraversato da una rete di sentieri che lo rendono percorribile a piedi, a cavallo e in mountain bike.